# Citrus halimii
Citrus halimii, comúnmente conocido como cidra de montaña, es un árbol perteneciente al género Citrus, dentro de la familia de las rutáceas. Se distribuye desde el sur de Tailandia hasta la península de Malasia y el norte de Borneo.

## Descripción
La cidra de montaña es un árbol que alcanza los 20-25 metros de altura, con un tronco que llega a los 35 cm de diámetro. Su corteza es lisa y gris, con la madera de color blanquecino y sin el olor característico a cítrico.
Las espinas solo están presentes en las plantas jóvenes, y sus hojas son relativamente grandes: de 8 a 15 centímetros de largo y de 4 a 8 centímetros de ancho. Son de forma alargada y ovalada, lisa y de color verde oscuro en la parte superior y más clara en la parte inferior. 
Las flores se encuentran individualmente en las axilas de las hojas y tienen tallos muy cortos. La flor está compuesta por cinco sépalos fusionados, cinco pétalos libres de color blanco y de 18 a 20 estambres.
Los frutos son redondeados y miden unos 5 centímetros de diámetro. Su piel es brillante, ligeramente irregular y de color amarillo al madurar. Los gajos están llenos de pulpa de color amarillo verdoso. Las semillas son numerosas (de 12 a 18 por fruto) y bastante grandes, de 2 centímetros de largo. 

## Distribución y hábitat
Su área de distribución abarca desde el sur de Tailandia hasta la península de Malasia y el norte de Borneo y crece principalmente en el bioma bioma tropical húmedo, a una altitud comprendida entre los 900 y 1.800 m sobre el nivel del mar.

## Taxonomía
Citrus halimii fue descrito por el botánico estadounidense Benjamin Clemens Masterman Stone y publicada por primera vez en la revista científica Biotropica 5: 106 en 1973.

Etimología
- Citrus: nombre genérico que proviene del latín citrus, que se refiere a los árboles y arbustos que producen frutas cítricas, como limones, naranjas y limas. El término citrus tiene sus raíces en el griego antiguo κίτρον (kítron), que significa 'cítricos' o 'fruto de cítricos'
- halimii: epíteto específico otorgado en honor del entonces rey de Malasia, el sultán Abdul Halim Nuazzam Shah.[3]

## Estado de conservación
En la Lista Roja de Especies Amenazadas de la UICN, la especie está clasificada como de “Preocupación Menor (LC)”.

## Usos
Los frutos del Citrus halimii son comestibles, pero ácidos.